# Чукисака (департман)
Чукисака (шп. Chuquisaca), један је од девет департмана Вишенационалне Државе Боливије. Департман се налази у јужном, претежно планинском делу државе и нема копнену границу са сусједима Боливије. Покрива укупну површину од 51.524 km² и има 650.570 становника (2010). 
Административни центар департмана се налази у највећем граду департмана и уједно највећем и главном граду Боливије у Сукреу.

## Географија
Већи део департмана лежи на планинском масиву Анда, а само мањи део је изван овог масива. Делови департмана припадају сливу реке Амазон, а други делови сливу реке Рио де ла Плата. Површина целог департмана је 51,524 km² и састоји се од низа планинских ланаца које се уздижу до 1500 m у правцу са севера и југ. Источно од овог гребена надморска висина се нагло уздиже према Андима до 3000 м. Западно од овог централног гребена лежи територије која има малу надморску висину и која обликом припада Чачо топографији. Преко 90% земљишта департмана Чукисака има нагиб од 70% или више.

## Галерија
- Пејзаж долина у Чукисаки
- Планински пејзаж Чукисаке